# Enteridium lycoperdon

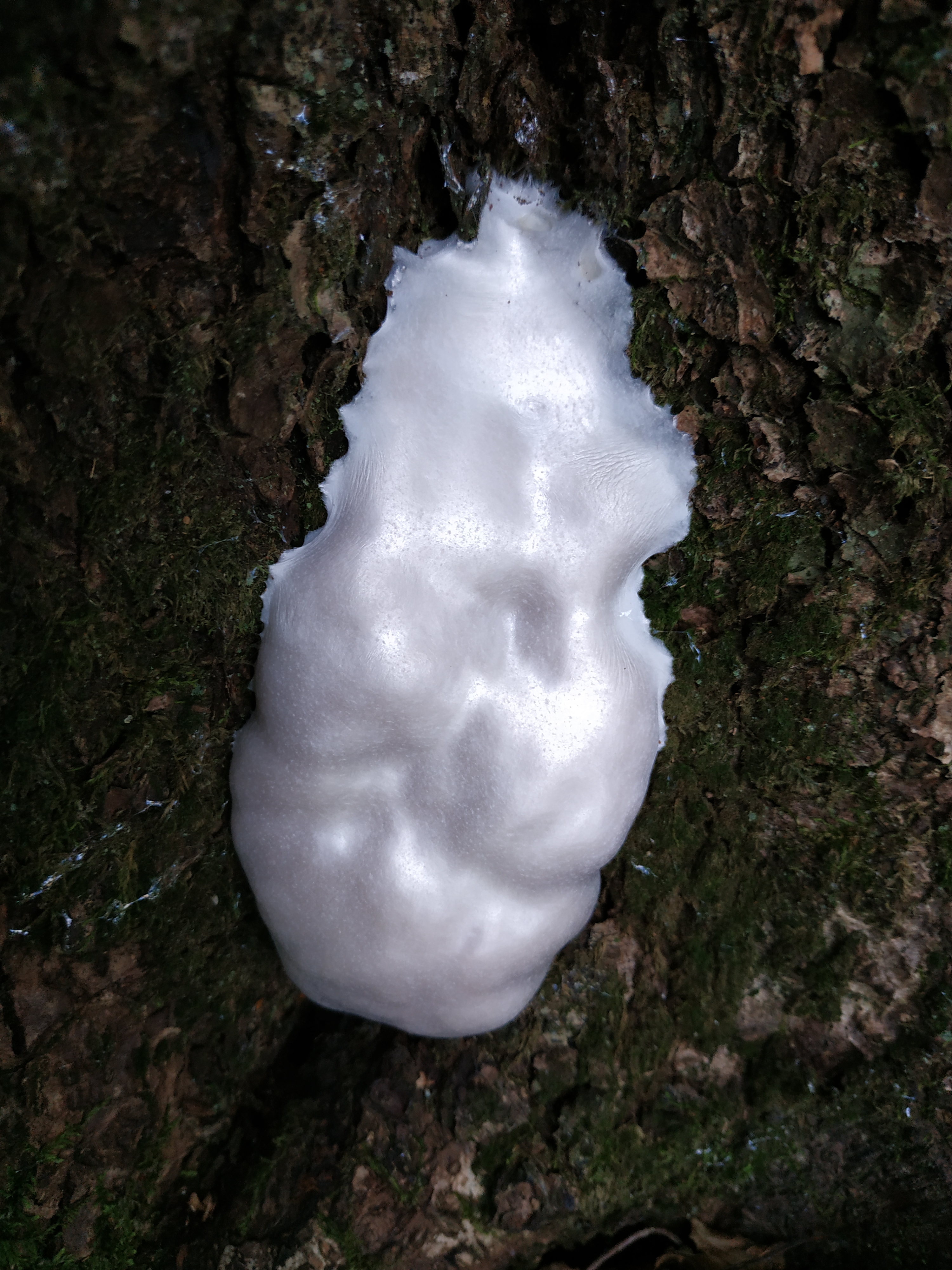
Enteridium lycoperdon в листяному лісі Національного природного парку "Кременецькі гори"

Enteridium lycoperdon — вид міксоміцетових амебозоїв родини Reticulariaceae.

## Опис
Космополітичний вид. Росте на мертивій деревині листяних і хвойних дерев. Плазмодій живиться бактеріями, грибками, цвіллю, дріжджами, органічними частинками та спорами. Якщо умови стають занадто сухими, плазмодій переходить у склероцій, очікуючи повернення вологих умов. Спорангій кулястої форми, діаметром 50-80 мм. Спершу плодове тіло білого кольору та зі слизькою поверхнею. При дозріванні стає коричневого забарвлення, поверхня підсихає і тріскає. Через тріщини висипаються спори. Спори кулястої або яйцеподібної форми, коричневі з плямами на поверхні, діаметром 5-7 мкм. Вітер і дощ розносить їх на великі відстані після осипання.